# Portsmouth Sinfonia

Royal Albert Hall, lugar en el que la Portsmouth Sinfonía tuvo una de sus presentaciones en 1974.

La Portsmouth Sinfonia fue una orquesta inglesa, fundada por un grupo de estudiantes de la Portsmouth School of Art en 1970. La Sinfonia estaba abierta a todo el mundo y acabó atrayendo a músicos sin formación musical o, si eran músicos, que elegían tocar un instrumento totalmente nuevo para ellos. Entre los miembros fundadores se encontraba uno de sus profesores, el compositor inglés Gavin Bryars. La orquesta comenzó como un conjunto artístico de carácter puntual, pero se convirtió en un fenómeno cultural durante los 10 años siguientes, con conciertos, discos, una película y un single de éxito. La última vez que actuaron en público fue en 1979.

## Historia
Bryars estaba más interesado en experimentar con la naturaleza de la música que en formar una orquesta tradicional. En lugar de elegir a los músicos más competentes que pudiera encontrar, animó a cualquiera a unirse, independientemente de su talento, capacidad o experiencia. Las únicas reglas eran que todos debían acudir a los ensayos y que la gente debía esforzarse por hacerlo bien y no intentar tocar mal intencionadamente. La primera grabación realizada por la Sinfonía fue un disco flexi de la Obertura de Guillermo Tell de Rossini, que se envió como invitación para el espectáculo de grado de ese año.
El repertorio inicial de la Sinfonia procedía del repertorio clásico estándar (como el vals "El Danubio Azul y Así habló Zaratustra), de modo que la mayoría de los miembros de la orquesta tenían una idea aproximada de cómo debía sonar la pieza, aunque no supieran tocar con precisión el instrumento que habían elegido. En años posteriores, el repertorio del grupo se ampliaría a la música popular, incluido el rock and roll. A muchos compositores y músicos modernos les pareció interesante e incluso profundo. Los aspectos cómicos de la música no eran más que un extra, aunque se utilizaron mucho con fines de marketing. Brian Eno se interesó lo suficiente como para unirse a la orquesta, tocando el clarinete y, posteriormente, produciendo sus dos primeros álbumes.
La orquesta fue invitada por el compositor Michael Parsons a tocar en la sala Purcell del Royal Festival Hall de Londres. Su primer álbum, Portsmouth Sinfonia Plays the Popular Classics, se publicó en 1974. El 28 de mayo de 1974, a medida que aumentaba su fama, dieron un concierto en el Royal Albert Hall con el director John Farley que vendió miles de entradas. El tema "Classical Muddly", producido por su representante Martin Lewis y publicado por Springtime/Island Records en 1981, es característico de la orquesta y se inspira en el tema Hooked on Classics de la Royal Philharmonic Orchestra. El sencillo, que consistía en las grabaciones anteriores del grupo aceleradas, amalgamadas y sincronizadas a ritmo de discoteca, fue un éxito en el top 40 de la UK Singles Chart.
Con el paso de los años, los músicos acabaron acostumbrándose a tocar sus instrumentos y adquiriendo mayor destreza, lo que redujo la novedad del grupo. Aunque el grupo nunca se disolvió formalmente, dejó de actuar en 1979.
Una grabación de la sinfonía tocando el principio de Así habló Zaratustra ha alcanzado cierta fama como meme de Internet bajo el apelativo de "orquesta fallida", ganando además popularidad en YouTube gracias a las referencias del músico Devin Townsend. La grabación se utilizó como música de acompañamiento para la banda sueca Peter Bjorn and John durante su gira "Gimme Some" de 2011 en Estados Unidos.
La Portsmouth Sinfonia fue el tema de un documental de la BBC Radio 4 en 2011 presentado por Jolyon Jenkins en la serie "In Living Memory". En el programa, Gavin Bryars refutó la noción de que los miembros debían ser novatos en sus instrumentos, diciendo que era un "escurridizo rumor difundido por la BBC".
Michael Nyman creó un conjunto similar llamado Foster's Social Orchestra, que se escucha en la banda sonora de la película Ravenous, de 1999.

## Discografía
- Portsmouth Sinfonia Plays the Popular Classics (1974)
- Hallelujah! – The Portsmouth Sinfonia at the Royal Albert Hall (1974)
- 20 Classic Rock Classics (1980)
- "Classical Muddly" / "Hallelujah Chorus" (single, Springtime Records 1981 – UK #38)
- Dead Parrot Society (compilation album, 1993)
- The Best/Worst of the Portsmouth Sinfonia